# Nid d'Aigle
De Nid d'Aigle is het eindpunt van de Tramway du Mont Blanc (TMB). Dit bergstation van een tandradbaan is gelegen op het grondgebied van de Franse gemeente Saint-Gervais-les-Bains in het departement Haute-Savoie.
Het station ligt op 2.362 m hoogte, zo'n 500 meter onder de voet van de Glacier de Bionnassay, een gletsjer op de flank van de Aiguille de Bionnassay. Het volledige traject van de tandradbaan neemt 45 minuten in beslag. De gare du Nid d'Aigle wordt in de winter niet bediend omwille van een te groot lawinegevaar. De treinen eindigen dan enkele, lager in het dal gelegen, stations eerder bij de halte Bellevue.

Het treinstation is het hoogst gelegen station in Frankrijk.
Het station is het startpunt van de Goûterroute, de eenvoudigste en meest gevolgde beklimmingsroute van de Mont Blanc.